# Monera
Monera is, volgens een niet meer gangbare indeling, het rijk van eencellige, prokaryote organismen (dus zonder celkern). De Monera werden onderverdeeld in twee domeinen: Archaea (Archaeabacteria) en Bacteria (Eubacteria). 
De indeling was als volgt:
| - - Monera - Archaea (Archaeabacteria) - Bacteria (Eubacteria) - Eukaryota |

De Monera werden oorspronkelijk in 1866 als stam voorgesteld door Ernst Haeckel. In 1925 werd  Monera door Édouard Chatton opgewaardeerd tot rijk. De laatste hoofdindeling van al het leven op Aarde, waarin de Monera voorkwamen, was die van Robert Whittaker in 1969. Hierbij werd het leven op Aarde ingedeeld in vijf rijken, waaronder Monera. Naar de huidige inzichten vormen de Monera een parafyletische groep en vormen de Archaea een zustergroep van de Eukaryota.
| - LUCA - Domein Eubacteria (Ehrenberg 1828) (→ prokaryoten, Monera) - - Domein Archaea (Woese et al. 1990) (→ prokaryoten, Monera) - Domein Eukaryota - Supergroep Unikonta (Cavalier-Smith 2002) - - Rijk Animalia (Linnaeus 1758) - Rijk Fungi (Linnaeus 1753) - Rijk Amoebozoae (Lühe 1913, em. Corliss 1984) (→ protisten) - Supergroep Excavata (Cavalier-Smith 2002) (→ protisten) - Rijk Euexcavatae (Holt & Iudica) - Rijk Discicristatae (Cavalier-Smith 2002) - Bikonta (Cavalier-Smith 2002) - Supergroep Chromalveolata (Adl et al. 2005) (→ protisten) - Rijk Hacrobiae (Cavalier-Smith 2010) - Harosa (Cavalier-Smith 2010) (SAR, RAS) - Rijk Rhizariae (Cavalier-Smith 1993) (Rhizaria) - - Rijk Alveolatae (Cavalier-Smith 1991) - Rijk Heterokontae (Cavalier-Smith 1986) (Stramenopiles) - Supergroep Archaeplastida (Adl et al. 2005) - Rijk Viridiplantae (Cavalier-Smith 1981) - Rijk Rhodoplantae (Saunders & Hommersand 2004) (→ protisten) |
| (→ behoort tot de ...) wordt ook gerekend tot een polyfyletische groep |

De stam Cyanobacteria (blauwalgen) werd oorspronkelijk ingedeeld bij Plantae en niet bij Monera omdat de blauwalgen in staat zijn tot fotosynthese. Tegenwoordig worden de Cyanobacteria als een stam ondergebracht in het domein van de Bacteria.

## Overzicht indelingen van de levende wezens
Een modernere indeling met drie domeinen en het domein van de Eukaryota onderverdeeld in vijf supergroepen is:
| Linnaeus 1735    | Haeckel 1866 | Chatton 1925 | Copeland 1938 | Whittaker 1969 | Woese e.a. 1990 | Cavalier-Smith 1998 |
| ---------------- | ------------ | ------------ | ------------- | -------------- | --------------- | ------------------- |
| 2 rijken         | 3 rijken     | 2 rijken     | 4 rijken      | 5 rijken       | 3 domeinen      | 6/7 rijken          |
| (niet behandeld) | Protista     | Prokaryota   | Monera        | Monera         | Bacteria        | Bacteria            |
| (niet behandeld) | Protista     | Prokaryota   | Monera        | Monera         | Archaea         | Archaea             |
| (niet behandeld) | Protista     | Eukaryota    | Protoctista   | Protista       | Eucarya         | "Protozoa"          |
| (niet behandeld) | Protista     | Eukaryota    | Protoctista   | Protista       | Eucarya         | "Chromista"         |
| Vegetabilia      | Plantae      | Eukaryota    | Plantae       | Plantae        | Eucarya         | Plantae             |
| Vegetabilia      | Plantae      | Eukaryota    | Plantae       | Fungi          | Eucarya         | Fungi               |
| Animalia         | Animalia     | Eukaryota    | Animalia      | Animalia       | Eucarya         | Animalia            |